# Karsten Brannasch
Karsten Brannasch   (Altdöbern, 17 d'agost de 1966) és un pilot de bob alemany, ja retirat, que va competir durant les dècades de 1980 i 1990. Nascut a Brandenburg, va defensar la República Democràtica Alemanya fins a la reunificació alemanya.
El 1994 va prendre part en els Jocs Olímpics d'Hivern de Lillehammer, on guanyà la medalla d'or en la prova de bobs a quatre del programa de bob. Formà equip amb Harald Czudaj, Olaf Hampel, Alexander Szelig. En les altres tres edicions finalitzà sempre entre els vuit primers classificats de les proves que disputà.
En el seu palmarès també destaquen una medalla de plata i una de bronze al Campionat del món de bob.